# Berenice Abbott
Berenice Abbott (17 de juliol de 1898, Springfield, Ohio - 9 de desembre de 1991, Monson, Maine) va ser una fotògrafa estatunidenca.
Va iniciar estudis de periodisme a la Universitat Estatal d'Ohio, però els va deixar l'any 1918 per estudiar a les ciutats de Nova York, París i Berlín.
A Nova York va estar a punt de morir de la grip. En aquesta època va decidir que volia ser escultora i es va enamorar de Thelma Wood. Aviat va establir relacions amb autors com Djuna Barnes, Man Ray, a qui després retrobaria a París, i Marcel Duchamp.
Es va establir a París a 1921 on va estudiar a l'Académie de la Grande Chaumière amb Antonie Bourdelle com a professor. També en aquesta ciutat va esdevenir assistent de Man Ray i Eugène Atget. El 1925 va instal·lar el seu propi estudi fotogràfic i va fer retrats d'expatriats parisencs, artistes, escriptors i col·leccionistes.
Va rescatar i catalogar estampes i negatius d'Atget després de la seva mort. En els anys 1930, va fotografiar els barris de Nova York per al Projecte Artístic Federal de la Works Progress Administration, que documentaven la seva arquitectura canviant i moltes d'aquestes fotografies es van publicar a Changing New York el 1939.
El 1935 Berenice es va traslladar a un loft al Greenwich Village amb la crítica d'art Elizabeth McCausland amb qui va viure fins a la mort de McCausland el 1965. McCausland va ser un gran suport en la seva carrera, la qual escrivia articles en diverses publicacions sobre l'obra de Berenice o fins i tot creant el títol per a l'obra de 1939 Changing New York.